# جين ثورنتون (روائية)
جين ثورنتون (بالإنجليزية: Jeanne Thornton)‏ (1983)؛ روائية أمريكية.